# Ballhaus Spandau

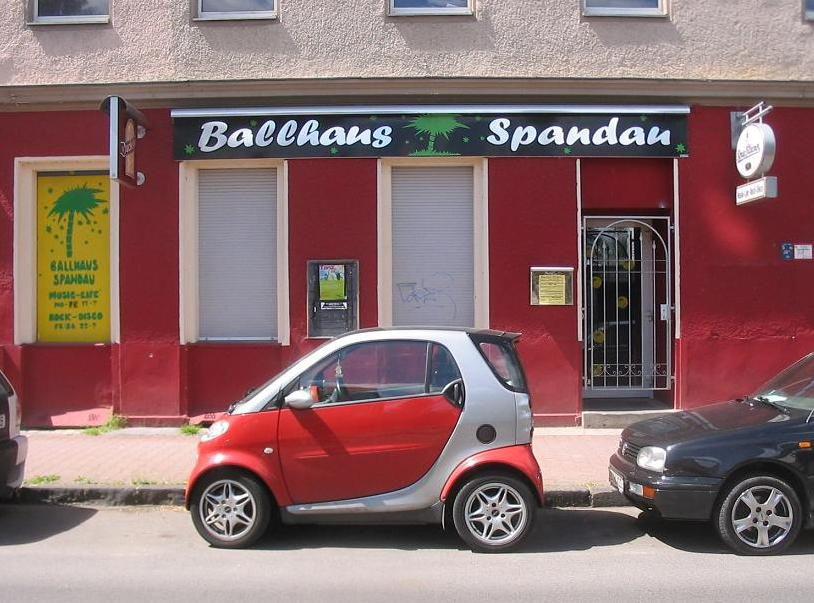
Das denkmalgeschützte Ballhaus in Tiefwerder

Das Ballhaus Spandau ist eine Diskothek im Berliner Ortsteil Spandau (Ortslage Tiefwerder). Das Ballhaus Spandau in der Dorfstraße 5 gilt als älteste Rockdiskothek Europas, die durchgehend am gleichen Platz, also ohne einen Umzug, besteht.

## Geschichte
Begonnen hatten die Anfang des 20. Jahrhunderts entstandenen Räumlichkeiten als Tanzlokal, das sich zur Zeit des Nationalsozialismus auch als Tagungsort und Veranstaltungsort der NSDAP etablierte. Es ist bekannt, dass auch Hermann Göring das Gebäude besuchte. Nach dem Ende des Zweiten Weltkriegs wurde aus dem Gebäude zunächst ein Gemeindezentrum, später allerdings wieder ein Tanzlokal.
Das Ballhaus Spandau hatte 1971 sein Gründungsjahr. In den frühen 1970er Jahren wurde die Musik, die im Ballhaus gespielt wurde, härter und deutlich rockiger. Damit etablierte sich das Ballhaus Spandau als Anlaufstelle für Freunde des Hardrock, Heavy Metal, Punk und ähnlichen anderen Richtungen.
Zwei Ereignisse machen das Ballhaus besonders wichtig: Die ehemalige DDR-Band City, bekannt durch den Titel Am Fenster, hatte ihren ersten Auftritt auf westdeutschem Boden im Ballhaus Spandau. Auch viele andere Bands hatten dort ihre ersten Auftritte. Außerdem lernten sich dort Bela B. und Farin Urlaub kennen und gründeten später die populäre Band Die Ärzte.
Heute ist das Ballhaus Spandau ein Sammelsurium der verschiedenen Epochen und dem daraus resultierenden Ambiente. Dies zeigt sich ebenso bei der Gestaltung des musikalischen Programms, das immer zwischen aktuellen, aber stets „harten“ Songs, und Klassikern der Rockgeschichte pendelt, wie auch bei der Innenarchitektur.
So finden sich noch immer Bilder und Originalplakate legendärer Rockstars an den Wänden. Die Einrichtung zeichnet sich dadurch aus, dass diese stets renoviert, nicht aber modernisiert wurde. Der Bezug zum Classicrock ist den Betreibern immer ein hohes Gut gewesen. So kommen oft zu den regulären Öffnungszeiten ehemalige Jugendliche der 1970er Jahre, die noch einmal den Bezug zur Vergangenheit suchen.
Auch der Kontakt zu kleineren Bands, Coverbands, Communitys und den daraus resultierenden Festivals und Partys ist noch immer ein wesentlicher Punkt des Ballhauses Spandau.

## Namensgebung
Die Namensgebung entstand und besteht durch die Benutzung des Gebäudes als Ballhaus in den frühen 1920er Jahren.